# Maya (sanskrit)
Pour les articles homonymes, voir Maya, Maya (asura) et Māyā (reine).
 (24 septembre 2020).
Māyā (IAST ; devanāgarī : माया) est un terme sanskrit qui a plusieurs sens dans les religions indiennes. Māyā est le pouvoir de dieu de créer, perpétuant l'illusion de la dualité dans l'univers phénoménal ; elle est aussi la nature illusoire du monde. Pour les mystiques indiens, cette manifestation est réelle, mais c'est une réalité insaisissable. Ce serait une erreur, mais une erreur naturelle, de la considérer comme une vérité ou une réalité fondamentale. Chaque personne, chaque objet physique, du point de vue de l'éternité, n'est qu'une goutte d'eau d'un océan sans limites. Le but de l'éveil spirituel est de le comprendre, plus précisément de faire l'expérience de la fausse dichotomie, du mirage de la māyā afin de la transcender, de passer son voile et de réaliser que l'Âtman c'est-à-dire le soi et l'univers, le Brahman ne font qu'un.

## Dans l'hindouisme
Māyā a les sens suivants dans l'hindouisme : 1) faculté de mesurer, géométrie ; 2) sagesse éternelle, éternel pouvoir du Brahman (dans l'interprétation qu'en donne Shri Aurobindo) ; 3) puissance cosmique grâce à laquelle l'univers se manifeste et s'organise ; 4) illusion cosmique qui conduit l'homme à prendre le phénomène pour le noumène ; 5) puissance d'illusion du Seigneur ; 6) Prakriti inférieure (selon Shri Aurobindo) ; la Nature (selon Ramana Maharshi) ; le monde (selon Shri Râmakrishna) ; 7) pouvoir mystérieux par lequel un Dieu manifeste sa souveraineté ; 8) la Mère divine (selon Shri Aurobindo) ; 9) puissance d'illusion (selon Swami Ramdas) ; 10) apparence ; 11) magie.
Plus positivement que l'usage ne nous le laisse supposer, « māyā » signifie « magie », donc tout autant tromperie que créativité. Dérivés :
- Māyāvāda : école de la māyā identique à l'école de l'Advaïta védanta de Shankara.
- Māyāvādin : partisan de cette école.

Dans la philosophie spéculative védique, la māyā est l'illusion d'un monde physique que notre conscience considère comme la réalité. De nombreuses philosophies ou recherches spirituelles cherchent à « percer le voile » afin d'apercevoir la vérité transcendante, d'où s'écoule l'illusion d'une réalité physique. Voyez aussi l'Advaïta védanta (2.3).
Dans l'hindouisme, on pense que la māyā est l'un des trois liens qui doivent être dénoués afin de réaliser le moksha (libération du cycle des réincarnations ou saṃsāra), les deux autres étant l'ahamkara, l'ego ou conscience de soi, et le karma, la « loi des actes ». Le concept de māyā est central dans le Védanta où il désigne l'illusion cosmique, le pouvoir de création qui engendre le monde manifesté sous la forme d'un voile d'ignorance qui se surimpose à l'Absolu, Brahman. Shankara la décrit comme sans commencement, « ni être ni non-être », inexplicable (anirvacanya).
Toutefois si la māyā désigne le plus souvent une illusion cosmique, certaines écoles l'interprètent différemment, d'une façon réaliste. Pour le Shivaïsme du Cachemire, māyā est parfaitement réelle, elle est la manifestation d'un pouvoir divin, une force de connaissance et non un voile d'ignorance. Shri Aurobindo a fait remarquer que dans les anciennes Upanishad, māyā n'est nullement illusoire. Pour lui, l'ancien védanta est réaliste. Il considère l'illusionnisme comme une évolution tardive. Pour le védanta réaliste, māyā est la force qui suscite la multiplicité. Mais la multiplicité est parfaitement réelle. C'est l'opposition entre la multiplicité des objets sensibles et la simplicité supposée du Brahman qui a sans doute conduit certains penseurs à accuser d'illusion le monde perçu.

## Dans le bouddhisme
Le concept de māyā devient négatif dans le bouddhisme mahāyāna, qui désigne māyā comme l'absence de nature propre des phénomènes, la vacuité :
Les ignorants ne comprennent pas que toutes choses sont de la nature de māyā, comme le reflet de la lune dans l'eau, qu'il n'existe pas de substance du soi qu'on puisse imaginer comme une âme dotée d'une existence propre. (Lankavatara sutra)
Le nirvana lui-même, est semblable à une illusion magique (māyā), à un rêve. Combien plus encore tout le reste ! (Aṣṭasāhasrikā Prajñāpāramitā Sūtra, II-3)
De la même façon, dans le Dzogchen, la réalité perçue est considérée comme irréelle :
Le vrai ciel sait que samsara et nirvana sont le déploiement d'une pure illusion. (Mipham Jamyang Gyatso, Quintessential Instructions of Mind, p. 117)
La différence essentielle avec l'hindouisme et le Védanta est que māyā ne cache pas une réalité ultime : la vacuité est la seule réalité ultime de toute chose. Tout est nié, seule la notion de vérité demeure, avec deux types de vérités :
La première est la vérité absolue, la seconde celle de l'apparence. Destituées de la première, les choses vides d'être propre possèdent pleinement la seconde. Elles existent comme voile derrière lequel il n'y a rien, mais elles existent en tant que voile. La doctrine professée en deçà du voile affirme qu'il n'y a rien au-delà, en vérité absolue, mais professe aussi la vérité du voile en tant que tel. Selon le point de vue d'où elle envisage les choses, elle nie l'existence ou elle l'affirme. Elle se tient donc entre l'affirmation et la négation, dans une proposition moyenne d'où le nom qui le désigne couramment à côté de celui de shunyavada et qui vise précisément cette proposition : Madhyamaka, la Moyenne. (Jean Filliozat, Les philosophies de l'Inde, PUF, 1987)
Le bouddhisme originel évite les affirmations tranchées sur la réalité, à part les trois caractéristiques. Ainsi le concept de māyā n'apparaît pas dans l'école theravāda. Pour elle, le monde phénoménal n'est que le produit de facteurs transitoires et interdépendants :
Le monde existe en raison des actions causales. Toutes choses sont produites par les actions causales, tous les êtres sont régis et conditionnés par les actions causales, tout comme la roue du chariot en mouvement, fixée à l'essieu par la cheville. (Sutta-Nipata, 654)
Ne pas confondre avec māyā, qui est le nom de la mère du Bouddha historique.

## Dans le jaïnisme
La māyā ne correspond pas à l'illusion dans le jaïnisme. Le mot « māyā » est utilisé pour caractériser un des quatre types de désirs humains : celui dénommé « tromperie » ou « séduction ». Cette séduction crée un attachement du croyant envers tel ou tel bien matériel accroissant ainsi le karma ; liant encore plus l'humain dans la matière plutôt que de chercher le divin, la libération le moksha. La māyā du jaïnisme est un des quatre désirs : un kashaya.
Comme dans le bouddhisme, il ne faut pas confondre ce sens du mot māyā avec celui qui est utilisé pour désigner une mère, créatrice de vie humaine.

## Dans le sikhisme
Dans le sikhisme, la māyā – le monde tel qu'on le perçoit normalement – n'est pas plus tangible qu'un rêve. Comme l'affirme le Gurû Granth Sâhib, le livre saint du sikhisme « le monde est comme un rêve, et il n'y a rien en lui qui est à vous ». La māyā est une tentative de réponse à certaines questions existentielles telles que : lorsque nous nous réveillons le matin d'un rêve si prégnant qu'il nous paraissait réel, quelle certitude avons-nous de n'être pas entré dans un autre rêve ? Comment peut-on envisager que ce que nous appelons « moi » corresponde seulement à l'existence provisoire d'une vie enjambant trois quarts d'un siècle ? La māyā est une tromperie pour les sikhs ; l'amour pour Dieu peut aider à la dépasser en priant ou en faisant des actes désintéressés. Dieu sait aussi ouvrir les yeux du croyant pour le sortir de la tromperie, de l'illusion.

## Autres philosophies
On trouve des réflexions comparables (sans en nier les différences) dans la philosophie chinoise (notamment avec le tao décrit dans le Zhuangzi) et dans la philosophie occidentale. On citera l'allégorie de la caverne de Platon. De même, les gnostiques de l'Antiquité concevaient un univers illusoire et négatif, créé par un démiurge démoniaque, duquel il fallait s'extraire. Puis Descartes (cf. Méditations métaphysiques) trouve une solution à l'aporie à laquelle le menait le doute concernant la réalité de ce que ses sens lui montrent du monde par le célèbre cogito. Enfin, Arthur Schopenhauer, alors que les textes indiens commençaient à être connus en Occident, reprend le terme de « voile de māyā » pour décrire sa conception du monde comme volonté et représentation :

« C'est la māyā, le voile de l'illusion, qui recouvre les yeux des mortels, leur fait voir un monde dont on ne peut dire s'il est ou s'il n'est pas, un monde qui ressemble au rêve, au rayonnement du soleil sur le sable, où de loin le voyageur croit apercevoir une nappe d'eau, ou bien encore à une corde jetée par terre qu'il prend pour un serpent. (Le Monde comme Volonté et comme Représentation) »

Tandis que pour Schopenhauer, le voile de māyā correspond au principe d'individuation, qui montre à l'individu le phénomène au lieu de la chose en soi, Nietzsche y voit « la véritable et unique réalité des choses » :

« Ce n'est certainement pas un masque inerte que l'on pourrait appliquer et sans doute aussi retirer à quelque X inconnu ! L'apparence, pour moi, c'est la réalité agissante et vivante elle-même, qui, dans sa façon d'être ironique, à l'égard d'elle-même, va jusqu'à me faire sentir qu'il n'y a là qu'apparence, feu follet et danse des elfes, et rien de plus - que parmi tous ces rêveurs, moi aussi, en tant que « connaissant », je danse ma propre danse. (Le Gai Savoir, I §54) »